# Malignant Tumour
Malignant Tumour (v překladu zhoubný nádor) známá taky jako Ostravská mlátička je česká metal/crust´n rollová hudební skupina založená v roce 1991, která již odehrála více než 1000 koncertů na třech kontinentech. Kapela je držitelem Anděla za album roku v kategorii Hard&Heavy a ceny v hudební anketě Břitva za album roku, koncertní kapelu roku a videoklip roku. Dokumentární film The Way of Metallist (2016) mapující 25 let historie kapely, byl zařazen do české filmové ceny Český lev.

## Historie
Skupina Malignant Tumour byla založena v Ostravě na konci roku 1991, tehdy patnáctiletým Martinem "Bilosem" Bílkem a čtrnáctiletým Romanem Restlem.

### 1991 – 1992:noisecore
V raném stádiu kapela fungovala jako noisecore uskupení, kde si každý na něco zahrál, hlavně pro legraci a potřebu udělat pořádný hluk.

### 1992 – 1997:grindcore

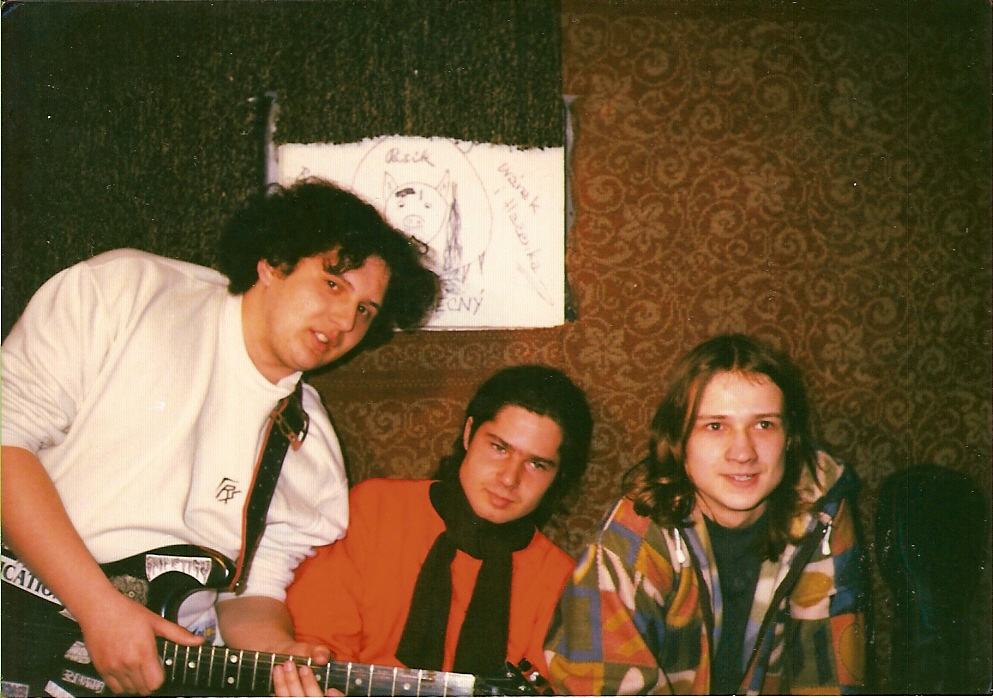
Bilos, Roman, Cichoň (1995)

Do kapely se na post bubeníka dostává Libor Šmakal. Trojice ovlivněná skupinou Carcass začala hrát grindcore s lékařsky-patologickou lyrikou. V této sestavě natočili svá první dema Cadaveric Incubator of Endo-Parasites (1993), Symphonies for Pathologist (1994) a Analyse of Pathological Conceptiions (1995). Za tři roky Libora Šmakala nahradil Michal "Cichoň" Cichý a Romana Restela za nedlouho potom nahradil Otto "Oťas" Beran. Kapele vyšly první split EP[zdroj?], a to Malignus Morbus split s Decomposed (1995), Forensic Clinicism - the Sanguine Article split s Immured (1996), Sick Sinus Syndrome split s Mastic Scum (1996), Swarming of Virulency split s Ingrowing (1996) a Hungry Urinary Urn split s Negligent Collateral Collapse/C.S.S.O./Catasexual Urge Motivation (1996). Vychází i první split CD nosič Eat the Flesh... and Vomica se Squash Bowels (1997). Po té kapelu opustil Michal "Cichoň" Cichý, aby se mohl věnovat naplno své skupině Cerebral Turbulency a za nedlouho také kapelu opustil Otto "Oťas" Beran, který se zase chtěl naplno věnovat své skupině Needful Things.

### 1997 – 2001:mincecore

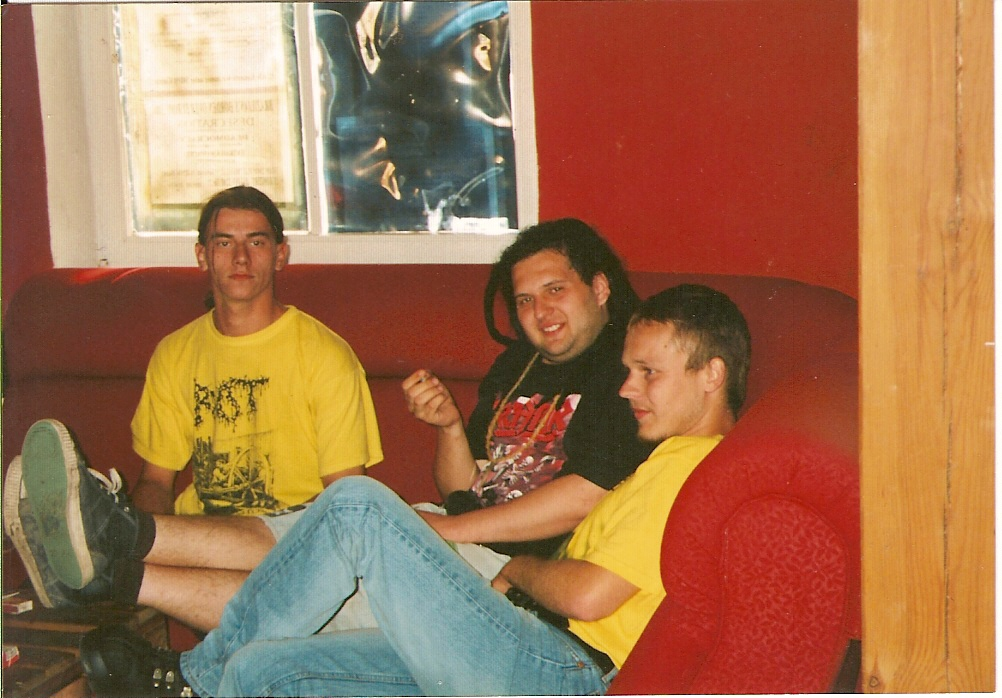
Kameň, Bilos, Marek (2000)

Novým bubeníkem se stal Marek "Švejk" Pavlík. Basové kytary se ujal Bilos a jako kytarista byl přijat Richard Chrobok. Zároveň dochází ke změně z lékařsky-patologické lyriky na sociálně kritické texty. V textech kapela zkoušela poukazovat na nerovnoprávnost, homofobii, rasismus a světový systém, který zotročuje lidi všude na světě. Na kapelu měla v té době velký vliv Belgická skupina Agathocles, což je možno na nahrávkách poznat. Skupina společně natočila demo Killing for Profit (1997), split EP Rock Stars - Money Wars s Death Infection (1997). Následovaly další split EP Murder fot you to eat s Vomito (1998) další split CD Is this the Earth's Last Century? s Alienation Mental (1998) a první full EP Equality!? (1998). Na konci roku 1998 odchází Marek "Švejk" Pavlík. Na místo bubeníka se na krátký časový úsek vrátil Michal "Cichoň" Cichý a skupina natočila 4 way split CD s Agathocles/Abortion/Din-Addict (1998). Michal "Cichoň" Cichý byl nahrazen Michalem "Kameněm" Kaminským. Na jaře 2000 odešel Richard Chrobok. Novým kytaristou se nakrátko stal Marek Marunič. V této sestavě skupina natočila split EP ...And Man Made the End s Agathocles (2000) a split EP Get to Attack s Unholy Grave (2000). Po neshodách Marek Marunič odešel. Martin Bílek se vrátil zpět k hraní na kytaru. Jako basák do kapely vstoupil Petr "Dino" Šarina, který ovšem pobyl pouze několik koncertů a jedno evropské tour. Kapela v té době stagnovala.

### 2001 – 2003:crustcore
Bilos se přestěhoval do Nizozemska, kde si našel členy k pokračování kapely, a to bratry Johana Smita jako bubeníka a Jelleho Smita jako basáka. V této sestavě vychází split EP Oegstgeest Grindcore s Intumescence (2002), split CD In Oil We Trust dvojitý split s Critical Madnes/Szargyerek/Anubis (2003) a hlavně první full CD Dawn of the New Age (2003), prezentující ryzí crustcore, které rovněž vychází i na LP. Po řadě úspěšných koncertech se Bilos v polovině roku 2003 vrátil do České republiky.

### 2003 – současnost:metal/crust´n roll

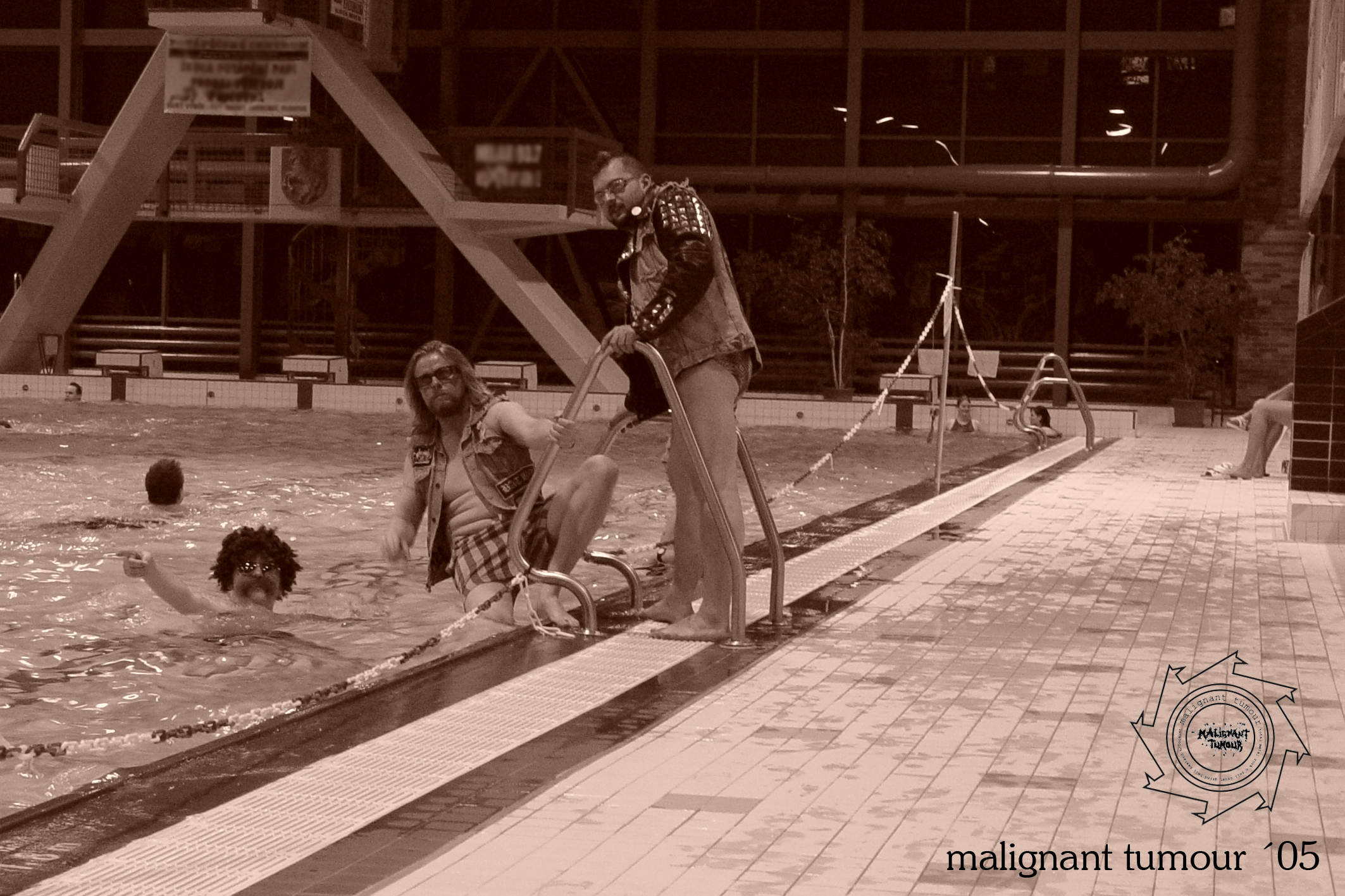
Šimek, David, Bilos (2005)

V létě 2003 se basovým kytaristou stal Robert „Šimek“ Šimek, který do té doby působil v Cerebral Turbulency. Jako bubeník byl přijat Martin „Marsel“ Ondejka. S novou sestavou se tvorba Malignant Tumour postupně vyvíjela a přešla ze syrového crustcore na špinavý crust´n roll, který byl patrný z jejich prvního společného split EP Hammer and Anvil s Lycanthrophy (2004). V létě 2004 Martin “Marsel“ Ondejka po společném turné záhadně zmizel. Post bubeníka obsadil David Ševčík, známý do té doby jako bubeník skupin Dysentry a Večírek. Jejich Crust´n roll se promítnul na druhém řadovém CD Burninhell (2005), které rovněž vyšlo i na LP. Album bylo v anketě Břitva ohodnoceno jako třetí nejlepší deska roku 2005. 

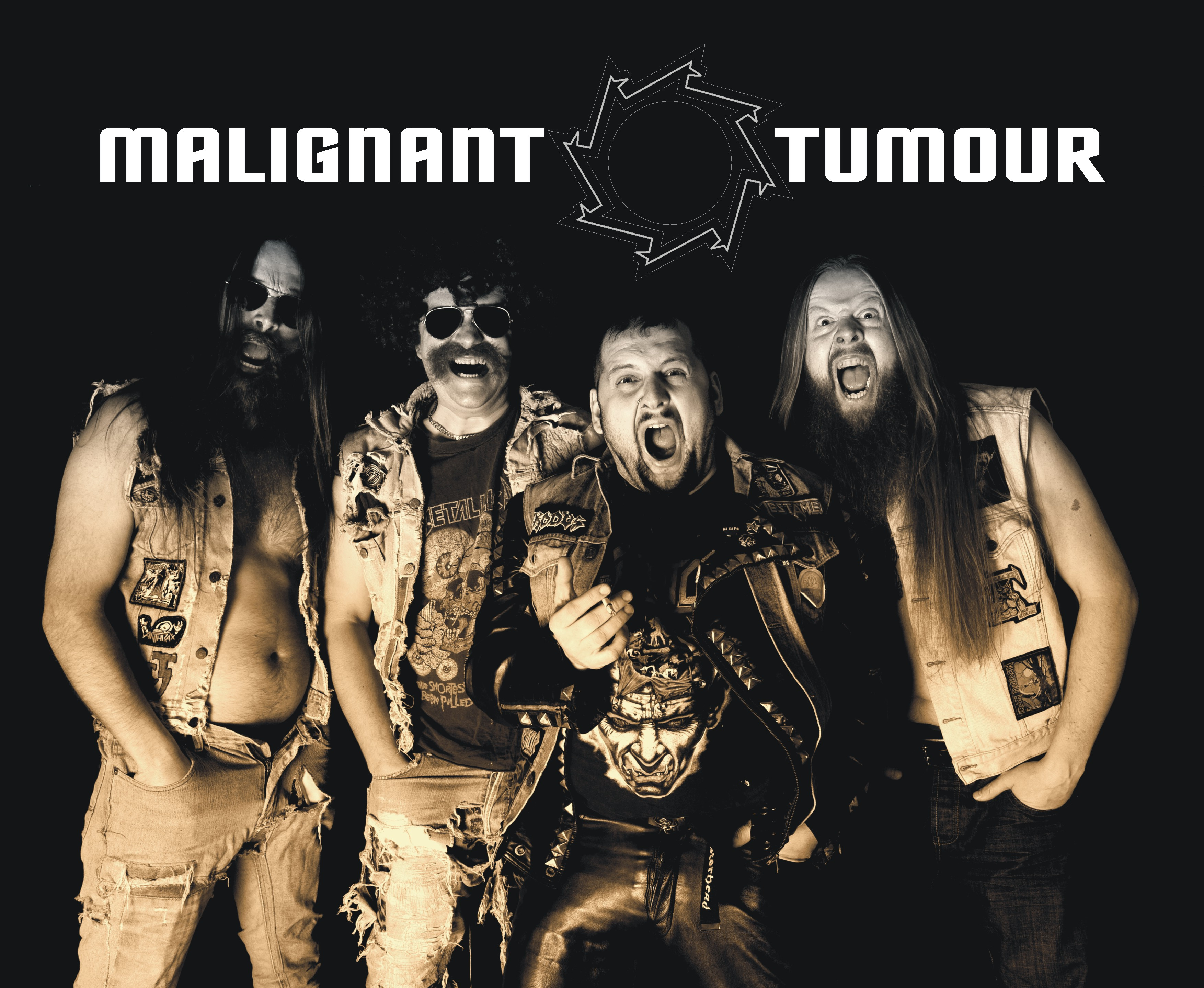
Korál, Šimek, Bilos, David (2010)

Na albu se sóly podílel i kytarista Martin „Korál“ Vyorálek, který do té doby působil v kapelách Erebus a GG Pump. V létě 2006 se Korál stal oficiálním členem skupiny a společně nahráli materiál R´n´R Engine (2006), který vyšel jako split s kapelou Gurkha, a to jak na CD, tak LP. Tento split byl kritikou opět vnímán kladně a opět se v anketě Břitva umístil jako třetí v kategorii „minialbum roku (minialba/split-alba)“. V létě 2008 kapela vydává album In Full Swing. Vychází opět jako CD a LP. Hudba kapely je okolím čím dál více přirovnávána k legendárním Motörhead, což sama kapela tak necítí, avšak je tímto připodobňováním polichocena. In Full Swing je kritikou přijat výrazně nadprůměrně. Album bylo nominováno na Cenu Anděl v kategorii Hard&Heavy, kde skončilo těsně za vítěznou kapelou První hoře. V anketě Břitva album získalo pomyslné zlato. O dva roky později kapela nahrála v Německém Stage one studiu další album, které vyšlo v létě 2010 pod názvem Earthshaker a opět ve formátu CD a LP. Album bylo poprvé nahráno s pomocí profesionálního producenta Andyho Classena. Album opět sklidilo velice kladný ohlas kritiků. Kapela za album získala v kategorii Hard&Heavy Anděla. V anketě Břitva se deska umístila na druhém místě. 

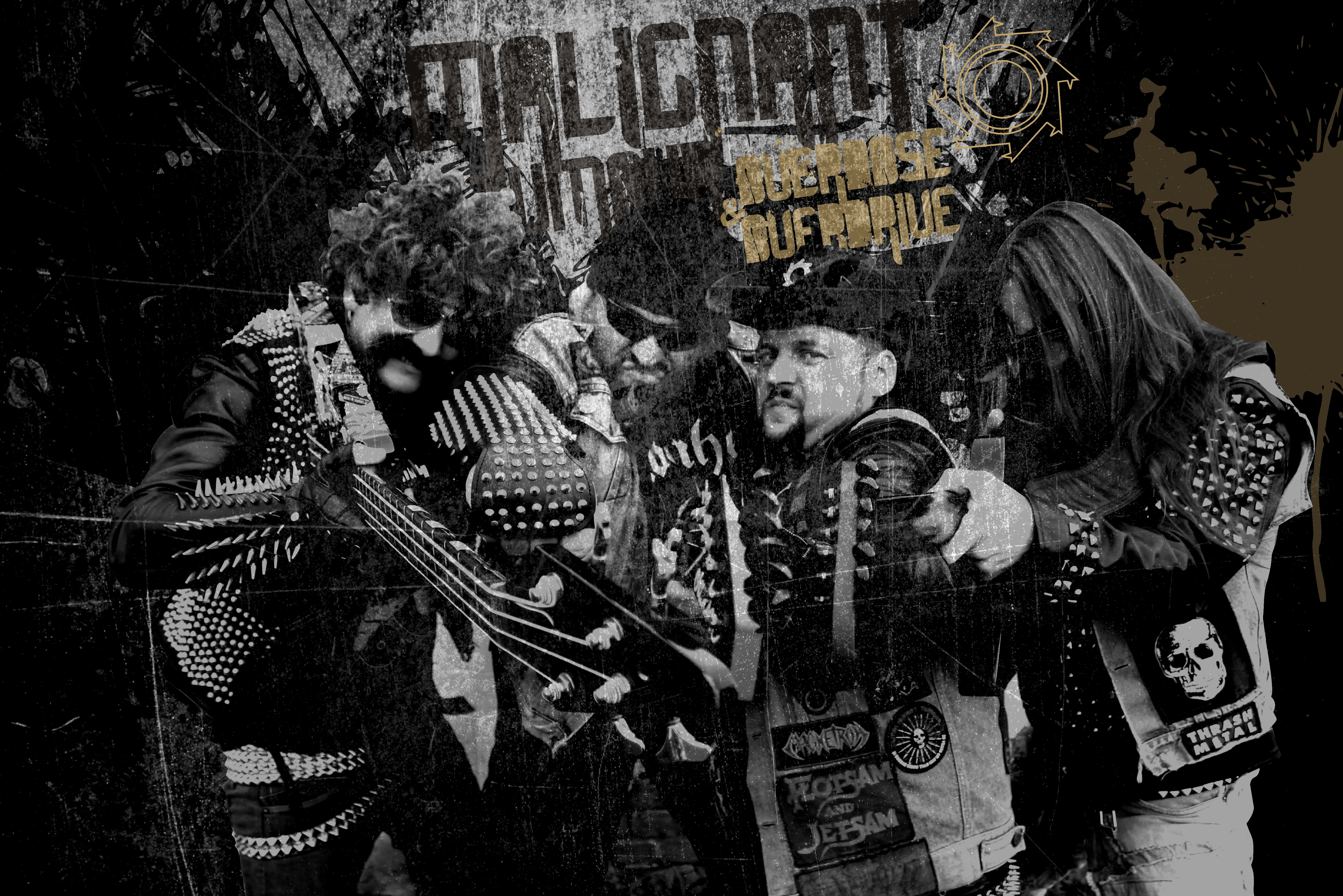
Šimek, Bohdič, Bilos, Korál (2013)

V prosinci 2012 kapelu opouští bicmen David Ševčík a na jeho post se usazuje Petr "Bohdič" Bohda, který do té doby působil v kapelách El Ray, GG Pump, Erebus, Citron, Pouze Znouze, Nagauč. V roce 2013 skupina v nové sestavě nahrála opět za pomocí Andyho Classena album Overdose&Overdrive, které vyšlo ještě před jarním turné s americkou skupinou Possessed. Martin Van Drunen (zpěvák Pestilence, Asphyx, Hail of Bullets) označil desku jako nejlepší metalové album roku 2013. V roce 2014 vyšel split EP Nación de Metaleros s Mexickými Acidez. Na desce The Metallist, která vyšla 25.10.2016, skupina pracovala více než rok a hudební kritici označili album za nejpovedenější počin v historii kapely, domácí desku roku, která působí majestátně a všechno válcuje. V listopadu 2016 skupina vydává svůj první hraný polodokumentární film The Way of Metallist, který mapuje 25 let historie kapely poměrně netradičním způsobem. Film byl zařazen do české filmové ceny Český lev. V pořadí sedmé album Maximum Rock´n´Roll prezentující tvrdý, rychlý a špinavý rock´n´roll s metalovým feelingem a tepající organickou produkcí skupina vypouští ven na všech digitálních platformách dne 25.09.2024, aby album následně vyšlo na LP, CD i MC nosičích dne 29.09.2024 u společnosti PHR.

## Ocenění/nominace
Ceny Anděl
| Rok  | Nominace            | Kategorie             | Výsledek  |
| ---- | ------------------- | --------------------- | --------- |
| 2008 | Album In Full Swing | Hard&Heavy album roku | nominace  |
| 2010 | Album Earthshaker   | Hard&Heavy album roku | vítězství |

Ceny Břitva
| Rok  | Nominace                         | Kategorie             | Výsledek  |
| ---- | -------------------------------- | --------------------- | --------- |
| 2005 | Album Burninhell                 | Album roku            | nominace  |
| 2006 | Split album R´n´R Engine         | Minialbum roku        | nominace  |
| 2008 | Album In Full Swing              | Album roku            | vítězství |
| 2008 | Koncertní kapela                 | Koncertní kapela roku | vítězství |
| 2010 | Album Earthshaker                | Album roku            | nominace  |
| 2010 | Videoklip Earthshaker            | Videoklip roku        | vítězství |
| 2010 | Videoklip Earthshaker            | Videoklip desetiletí  | vítězství |
| 2010 | Výroční koncert MT 20th let      | Koncert&Festival roku | nominace  |
| 2013 | Album roku Overdose&Overdrive    | Album roku            | nominace  |
| 2013 | Videoklip Overdose&Overdrive     | Videoklip roku        | nominace  |
| 2014 | Videoklip At Full Throttle       | Videoklip roku        | vítězství |
| 2016 | Album The Metallist              | Album roku            | nominace  |
| 2016 | DVD/film The Way of Metallist    | Video roku            | vítězství |
| 2016 | Videoklip Walk as We talk        | Videoklip roku        | vítězství |
| 2016 | Výroční koncert Back to the 1991 | Koncert&Festival roku | nominace  |
| 2016 | Výroční koncert Back to the 1991 | Potěšení roku         | nominace  |
| 2016 | DVD/film The Way of Metallist    | Potěšení roku         | vítězství |
| 2024 | Album roku Maximum Rock´n´Roll   | Album roku            | nominace  |
| 2024 | Videoklip Maximum Rock´n´Roll    | Videoklip roku        | vítězství |

Český lev
| Rok  | Nominace                  | Kategorie         | Výsledek |
| ---- | ------------------------- | ----------------- | -------- |
| 2016 | Film The Way of Metallist | Dokumentární film | zařazen  |

## Aktuální sestava
- Bilos – zpěv, kytara
- Šimek – basa, doprovodný zpěv
- Korál – kytara, doprovodný zpěv
- Bohdič – bicí

## Diskografie

### Alba

#### full
- Dawn of the New Age CD/LP (2003)
- Burninhell CD/LP/MC (2005)
- In Full Swing CD/LP (2008)
- Earthshaker CD/LP (2010)
- Overdose&Overdrive CD/LP (2013)
- The Metallist CD/LP/MC (2016)
- Maximum Rock´n´Roll CD/LP/MC (2024)

#### split
- Eat the Flesh... and Vomica split CD se Squash Bowels (1997)
- Is this the Earth's Last Century? split CD s Alienation Mental (1998)
- 4 way split CD s Agathocles/Abortion/Din-Addict (1998)
- Grinding party split CD s Pulmonary Fibrosis (2003)
- R´n´R Engine split CD/LP s Gurkha (2006)

### EP

#### full
- We are the metal (2008) pouze k limitované edici LP In Full Swing, vyšlo v nákladu 100 ks[49]
- Equality!? (1998)

#### split
- Malignus Morbus split s Decomposed (1995)
- Forensic Clinicism - the Sanguine Article split s Immured (1996)
- Sick Sinus Syndrome split s Mastic Scum (1996)
- Swarming of Virulency split s Ingrowing (1996)
- Hungry Urinary URN split s NCC/C.S.S.O./CUM (1996)
- Rock Stars - Money Wars split s Death Infection (1997)
- Murder for you to eat split s Vomito (1998)
- ...And Man Made the End split s Agathocles (2000)
- Get to Attack split s Unholy Grave (2000)
- Oegstgeest Grindcore split s Intumescence (2002)
- In Oil We Trust dvojitý split s Critical Madnes/Szargyerek/Anubis (2003)
- Hammer and Anvil split s Lycanthrophy (2004)
- Nación de Metaleros split s Acidez (2014)

### MC (dema)
- Cadaveric Incubator of Endo-Parasites (1993)
- Symphonies for Pathologist (1994)
- Analyse of Pathological Conceptions (1995)
- Killing for Profit (1997)

### Video

#### Videoklipy
- Clearance of Century (2005)[50]
- Saddam Hussein is Rock´n roll (2006)[51]
- We Are the Metal (2008)[52]
- Dressed to Kill (2008)[53]
- Earthshaker (2010)[54]
- Overdose&Overdrive (2013)[55]
- At Full Throttle (2014)[56]
- Walk as We Talk (2016)[57]
- Maximum Rock´n´Roll (2024)[58]

#### Live klipy
- Infernör live z Obscene extreme Festu (2008)[59]
- Bristroll live z předskakování Slayer (2008)[60]
- Satan Rise live z Obscene extreme Festu (2010)[61]
- Metal Artillery live z předskakování Slayer (2012)[62]
- Secret Source live z Brutal Assaultu (2013)[63]

#### DVD
- Burning sensation tour wildwest tour (2005)
- Satan is real tour (2006) pouze k limtované edici split LP R´n´R Engine, vyšlo v nákladu 66 ks[64]
- Europe Football Championship (2007)[65]
- The Way of Metallist (2016)[3][4][5][6]

#### Ostatní
- SmogOva Zona dokumentární/hudební seriál (2012)[66]
- Backstage dokumentární/hudební seriál (2021)[67]
- 10 vážných (i nevážných) otázek dokumentární/hudební seriál (2023)[68]
- OnAir dokumentární/hudební seriál (2025)[69]